# Gonzalo Etxebarria
 (avril 2012).
Si vous disposez d'ouvrages ou d'articles de référence ou si vous connaissez des sites web de qualité traitant du thème abordé ici, merci de compléter l'article en donnant les références utiles à sa vérifiabilité et en les liant à la section « Notes et références ».
Né à Bilbao en 1954, Gonzalo Etxebarria est un artiste-peintre, vivant en Soule, au Pays basque français.

## Biographie
Son parcours commence par l'école d'architecture de Madrid, passe par l'école d'art de Deba sous l'égide de Jorge Oteiza pour se retrouver dans la création du groupe Uztaro à Menditte. Libre dans sa créativité, tirant sa force de son indépendance et de son imaginaire, Gonzalo Etxebarria traduit sur ses toiles son parcours intérieur : sombre parfois, lumineux aussi mais toujours intense.